# Atılım Üniversitesi
Die Atılım University (türkisch Atılım Üniversitesi) ist eine Privatuniversität in der türkischen Hauptstadt Ankara. Sie wurde 1997 gegründet. Die Unterrichtssprache für die meisten Kurse ist Englisch. Die Studiengänge entsprechen internationalen Standards (z. B. ABET 2000).

## Geschichte

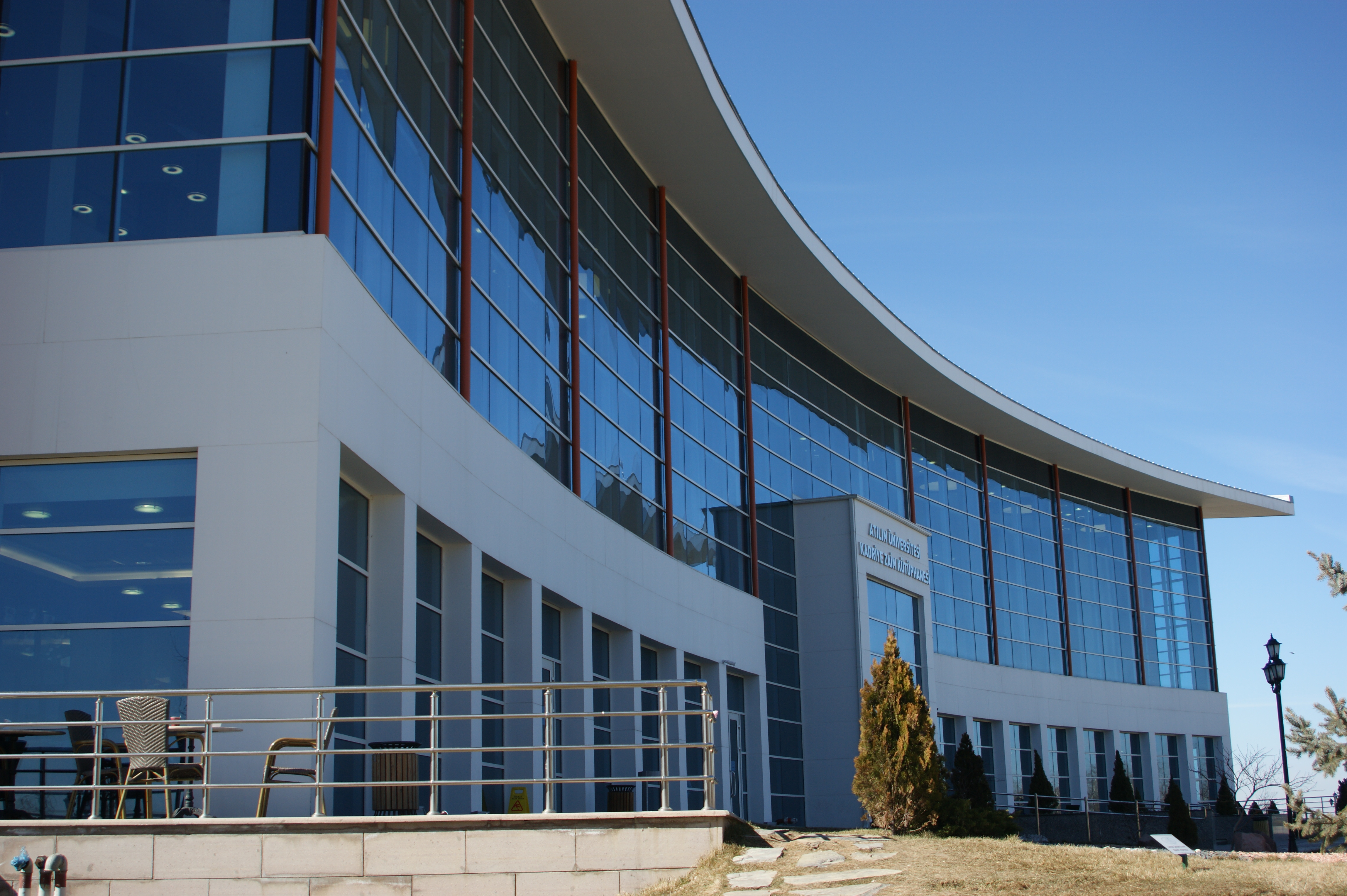
Atılım University Library

Die Atilim-Universität wurde am 15. Juli 1997 von der 1996 ins Leben gerufenen Atilim-Stiftung gegründet. Sie wurde als Stiftungsuniversität mit der Eigenschaft einer juristischen Person gemäß den Bestimmungen des Gesetzes Nr. 2547 über die Gründung von Hochschulen eingerichtet.
Die Atilim-Universität zählt zu den besten Universitäten der Türkei. Zu den führenden Studiengängen der Atilim-Universität zählen Betriebswirtschaftslehre, Ingenieurwissenschaften sowie Englisch-Übersetzung und -Dolmetschen.
Die Universität hat mit Unterstützung des Wissenschaftlich-Technologischen Forschungsrats der Türkei (TÜBITAK) bedeutende Forschungsprojekte für Studierende finanziert, beispielsweise die Entwicklung von Brennstoffzellensystemen für die Raumfahrt und von Solar-Wasserstoff-Hybridsystemen. Diese Projekte trugen zum guten Ruf der Universität in der Forschung zu erneuerbaren Energien bei.
Die Atılım-Universität ist eine Partneruniversität der katholischen University of the Incarnate Word in San Antonio, Texas, und 31 weiterer europäischer Universitäten. Diese Universitäten arbeiten im Rahmen des Erasmus-Programms mit der Atılım-Universität zusammen.

## Studium
Im Studienjahr 2023/24 waren insgesamt 10.660 Studierende eingeschrieben, darunter 622 Associate Degree-, 9.097 Undergraduate-, 744 Master- und 197 Doktoranden. Im Jahr 2024 waren insgesamt 590 wissenschaftliche Mitarbeiter an der Universität beschäftigt, darunter 112 Professoren, 74 Associate Professoren, 142 Assistant Professoren, 142 Dozenten und 120 wissenschaftliche Mitarbeiter.
Die Atılım University hat 54 Studentenclubs und -Societies.

### Fakultäten
1. Faculty of Engineering - Mühendislik Fakültesi[9]:
  - Department of Aerospace Engineering
  - Department of Automotive Engineering
  - Department of Civil Engineering
  - Department of Chemical Engineering
  - Department of Computer Engineering
  - Department of Electrical & Electronics Engineering
  - Department of Energy Systems Engineering
  - Department of Industrial Engineering
  - Department of Information Systems Engineering
  - Department of Information Systems Engineering UOLP
  - Department of Mechatronics Engineering
  - Department of Manufacturing Engineering
  - Department of Materials Engineering
  - Department of Mechanical Engineering
  - Department of Software Engineering
2. Faculty of Management - İşletme Fakültesi[10]
  - Department of Economics
  - Department of Economics in Turkish Medium
  - Department of International Relations
  - Department of International Logistics And Transportation
  - Department of Management
  - Department of Management in Turkish Medium
  - Department of Public Relations and Advertising
  - Department of Political Science and Public Administration in Turkish Medium
  - Department of Tourism Management
3. Faculty of Art, Design and Architecture - Güzel Sanatlar, Tasarım ve Mimarlık Fakültesi[11]
  - Department of Graphic Design
  - Department of Interior Architecture and Environmental Design
  - Department of Fashion & Textile Design
  - Department of Industrial Product Design
  - Department of Architecture
4. Faculty of Arts & Sciences - Fen-Edebiyat Fakültesi[12]
  - Department of Mathematics
  - Department of English Language and Literature
  - Department of Translation and Interpretation
  - Department of Psychology
5. Faculty of Law - Hukuk Fakültes[13]
6. Faculty of Medicine - Tıp Fakültesi[14]

### Institute
- Graduate School of Natural & Applied Sciences - Fen Bilimleri Enstitüsü[15]
- Graduate School of Social Sciences - Sosyal Bilimler Enstitüsü[16]
- Sağlık Bilimleri Enstitüsü - Institut für Gesundheitswissenschaften

### Service Courses Units
- Departmental English Language Studies Unit (DELSU)
- Physics Group
- Chemistry Group

### English Preparatory School
- Preparatory School

### Weiterführende Schulen
- Berufsschule - Meslek Yüksekokulu
- Zivilluftfahrtschule - Sivil Havacılık Yüksekokulu (4 Jahre)
- Schule für Fremdsprachen - Yabancı Diller Yüksekokulu
- Berufsschule für Gesundheitsdienste - Sağlık Hizmetleri Meslek Yüksekokulu

### Research and Application Center
- AWAC – Academic Writing & Advisory Center[17]
- EDM – Electric Discharge Machining[18]
- Science Entertainment Center[19]
- ETPO – Educational Technologies and Pedagogy Office[20]
- KASAUM – Woman Issues Study Center[21]
- MFCE – Metal Forming Centre of Excellence[22]
- RoTAM – Robot Technologies Application and Research Center[23]
- Continuous Education Application and Research Center[24]
- TÜTAM – Turkey's History Study and Research Center[25]
- UTAM – Space Technologies Application and Research Center[26]
- SaVTAM – Defense Technologies Application and Research Center
- Logistic Simulation and Application Center[27]
- Performance Management Application and Research Centre[28]
- Railway Materials Application and Research Center

### Research laboratories
- EERL – European Remote Radio Laboratory[29]
- Biophysics Laboratory[30]
- Biochemistry Research Laboratory[31]
- SEAL – Politic and Economic Researches Laboratory[32]
- @NANO – Nanoscopy Laboratory[33]
- SAEL – Social Sciences Research and Training Laboratory[34]
- ATOMSEL – Optoelectronic Materials and Solar Energy Laboratory[35]
- AYAL – Structural Acoustic Laboratory[36]
- Polymer Composite Biocompatibility Research Laboratory[37]
- FlyRoVeL – Flying Robotics and Robotic Vehicles Laboratory[38]

### Dem Rektorat zugeordnete Abteilungen
- Abteilung für Atatürks Prinzipien und Revolutionsgeschichte - Atatürk İlkeleri ve İnkılap Tarihi Bölümü
- Türkische Sprachabteilung - Türk Dili Bölümü
- Abteilung für Fremdsprachen - Yabancı Diller Bölümü
- Koordinator für Fernunterricht - Uzaktan Eğitim Koordinatörlüğü (Computerprogrammierung (2 Jahre), Tourismusabteilung (2 Jahre))

## Persönlichkeiten
- Nihat Ergün, Minister für Wissenschaft, Industrie und Technologie[39]
- Dilek Hanif, Modedesignerin[40]
- Emre Aydın, Musiker[41]